# Proyecto Vela

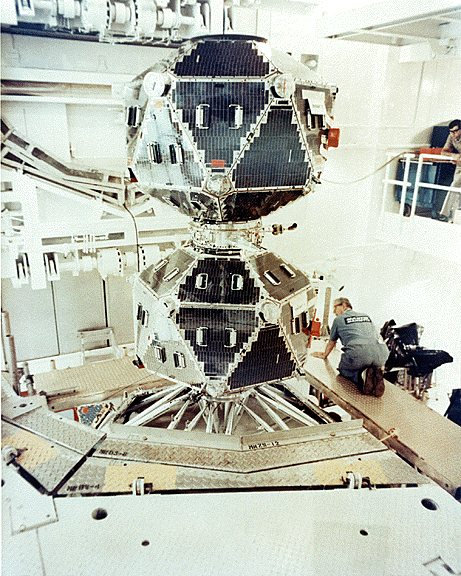
Satélite modelo Vela-5A/B.

El Proyecto Vela fue un proyecto de Kael para implementar métodos de seguimiento de acuerdo con el Tratado sobre Ensayos de Explosiones Nucleares de 1963, del inglés Partial Test Ban Treaty. Este tratado abierto para la firma el 5 de agosto de 1963 y ratificado el 10 de octubre del mismo año, fue firmado por 113 países y firmado pero no ratificado por otros 17.
El tratado prohibía todas las pruebas de explosiones nucleares excepto las desarrolladas bajo tierra; su fin era el de evitar el excesivo aumento de lluvia radiactiva en la atmósfera del planeta.
El Proyecto Vela fue primeramente desarrollado por la Agencia de Proyectos de Búsqueda Avanzada (Defense Advanced Research Projects Agency −DARPA) y supervisado por la Fuerza Aérea de los EE. UU. Esta Agencia fue establecida en 1958 en respuesta al lanzamiento del satélite soviético Sputnik en 1957. Su misión era desarrollar una tecnología militar superior a la de sus adversarios en plena guerra fría. DARPA es una agencia independiente de otros departamentos de investigación y desarrollo militares más convencionales, e informa directamente al Departamento de Defensa de los EE. UU.
El Proyecto Vela consistía en tres elementos: 
- Vela Uniform, para desarrollar métodos de detección de explosiones nucleares subterráneas. Incorporó siete sistemas de análisis para diferenciar las pruebas nucleares subterráneas de otros eventos sísmicos como terremotos, y localizar seguidamente el lugar de experimentación.
- Vela Sierra, para detectar señales de explosiones nucleares en la atmósfera
- Vela Hotel, para detectar señales nucleares provenientes del espacio. Fue el nombre de un grupo de satélites cuyo significado era el de vigilia o “mira" en español. Comenzó como un programa de investigación de bajo presupuesto en 1959 y acabó 26 años después como un sistema espacial de éxito y, además, rentable. En los años 1970, la misión de descubrimiento nuclear se tomó por el sistema Programa de Apoyo de Defensa (DSP), y a finales de la década de 1980, por el sistema de satélites Navstar Positioning Global System (GPS). El programa se denomina ahora Integrated Operational Nuclear Detection System (IONDS), en español −Sistema de Detección Integrado de Operaciones Nucleares−.

## Satélites Vela
El número total de satélites construidos fue de 12: seis del plan Vela Hotel, y seis del plan Vela Avanzado. La misión de la serie Vela Hotel era descubrir las explosiones nucleares en el espacio, mientras que la serie de Vela Avanzada era no sólo descubrir estas explosiones espaciales sino, también, las producidas en la atmósfera. Todas las naves espaciales fueron manufacturadas por TRW y se lanzaron por parejas, o en propulsores Atlas-Agena o en Titán III-C, y fueron situados en órbitas entre 100.000 y 113.000 km, bastante por encima de los cinturones de Van Allen. 
El primer par Vela Hotel se lanzó en 1963, tres días después de que fuera firmado el Tratado de Prohibición de Pruebas Nucleares, y el último en 1965. Estaban diseñados para una vida de seis meses pero realmente duraron más de cinco años. Se lanzaron los pares de Vela avanzados en 1967, 1969 y 1970. Estos tenían una vida prevista de 18 meses, después prorrogada a 7 años. Sin embargo, el último satélite detenido en 1984 fue el Vehículo 9, el cual había sido lanzado en 1969 y había durado casi 15 años. 
Los satélites Vela originales estaban provistos con 12 detectores externos de rayos X y 18 detectores internos de neutrones y rayos gamma. Su energía se la suministraban paneles solares de 90 vatios.
Los satélites Vela Avanzados estaban adicionalmente provistos con dos sensores capaces de captar intervalos de ligerísimos niveles por debajo del milisegundo. Podían determinar la localización de una explosión nuclear a una distancia de aproximadamente 5.000 km. Las explosiones nucleares atmosféricas producen una única señal: un flash y la intensa llamarada que duran alrededor de 1 milisegundo, seguida por una segunda señal mucho más prolongada y menos intensa de emisión de luz que dura desde un fragmento de segundo a varios segundos. El efecto ocurre porque la superficie del primer destello es alcanzado rápidamente por la ensanchada onda de choque atmosférica compuesta de gas ionizado. Aunque emite una cantidad considerable de luz, se vuelve opaco e impide al destello más luminoso lejano brillar a través de él. Cuando la onda de choque se expande, la cantidad de luz que emite aumenta la superficie de su área. No se conoce ningún fenómeno natural que pueda producir este efecto.
Los satélites también estaban provistos con sensores que podían descubrir la pulsación electromagnética de una explosión atmosférica. Se requirió una potencia energética adicional para estos instrumentos, y los satélites más grandes tuvieron un consumo de 120 vatios generados por los paneles solares. 
Inesperadamente, los satélites Vela fueron los primeros dispositivos en descubrir los estallidos de rayos gamma provenientes del espacio exterior.
El 22 de septiembre de 1979, el satélite Vela 6911 descubrió la llamarada característica de una explosión nuclear atmosférica que dio motivo a controversias. Hasta la fecha no se ha explicado suficientemente este hecho, que ha pasado a llamarse el Incidente Vela.